# Стритеж на Лудини
Стритеж на Лудини (чеш. Střítež nad Ludinou) је насељено мјесто са административним статусом сеоске општине (чеш. obec) у округу Преров, у Оломоуцком крају, Чешка Република.

## Становништво
Према подацима о броју становника из 2014. године насеље је имало 827 становника.